# Sérempuy
Sérempuy é uma comuna francesa na região administrativa de Occitânia, no departamento de Gers. Estende-se por uma área de 3,27 km². Em 2010 a comuna tinha 41 habitantes (densidade: 12,5 hab./km²).